# Apodrassus
Apodrassus is een geslacht van spinnen uit de familie bodemjachtspinnen (Gnaphosidae).

## Soorten
De volgende soorten zijn bij het geslacht ingedeeld:
- Apodrassus andinus Chamberlin, 1916